# كريشنا ستانتون
كريشنا ستانتون (بالإنجليزية: Krishna Stanton) هي عداءة المسافات الطويلة أسترالية، ولدت في 18 مايو 1966.

## وصلات خارجية
- كريشنا ستانتون على موقع الاتحاد الدولي لألعاب القوى (الإنجليزية)
- كريشنا ستانتون على موقع النتائج التاريخية لألعاب القوى الأسترالية (الإنجليزية)
- كريشنا ستانتون على موقع اللجنة الأولمبية الدولية (الإنجليزية)
- كريشنا ستانتون على موقع أوليمبيديا (الإنجليزية)
- كريشنا ستانتون على موقع اللجنة الأولمبية الأسترالية (الإنجليزية)